# Юрий Кориатович
Юрий Кориатович (Корятович; ум. ок. 1375 года) — князь подольский (вместе с братьями), сын новогрудского князя Кориата, внук великого князя Гедимина.

## Биография
Был одним из старших сыновей Кориата Гедиминовича. Участвовал в подписании договоров между Польским королевством и Великим княжеством Литовским в 1355 и 1366 годах: оба договора регулировали территориальные изменения в ходе войны за галицко-волынское наследство. Вместе с братьями Александром, Константином и Фёдором упоминается в 1362 году, участвовал в битве на Синих Водах в войске великого князя Ольгерда.
В 1366 году после отъезда Александра Кориатовича на Волынь (он стал наместником короля Польши Казимира во Владимире-Волынском), Юрий правил Подольским княжеством с братом Константином, который держал в это время столицу в Смотриче (Фёдор Кориатович в это время жил в Венгрии). С 1371 года также делил власть с вернувшимся из Владимира-Волынского Александром.
При Кориатовичах в Подолье распространяется католицизм: в 1366 году в городе появился Орден доминиканцев, в 1375 году папа римский Григорий XI утвердил в Каменце католическую епархию и первого епископа Вильгельма Доминиканина. В 1377 году в центре города был построен деревянный Кафедральный католический костёл. В 1374 году князья Александр и Юрий даровали Каменцу Магдебургское право.
Умер в 1374 или 1375 году без потомства. По одной из версий был похоронен в Бырладе, после того, как был отравлен молдавскими боярами, так как претендовал на власть в Молдавском княжестве, в другом источнике указано что по смерти Лацко (Lațco) на молдавский престол был призван литовский князь Юрий Кориатович, и при нём Молдавия распространила свои пределы до Черного моря.. Существует заблуждение, что Юрий Кориатович и Молдавский господарь Юга Безногий — это одно и то же лицо, однако это неверно (этот слух основан ещё и на том, что жена Юги Анастасия, по предположению Я. Тенговского, была из Кориатовичей).